# تيموثي وارد
تيموثي وارد (28 أكتوبر 1968 في المملكة المتحدة - )  (بالإنجليزية: Timothy Ward)‏ هو لاعب كريكت بريطاني. لعب مع Devon County Cricket Club ‏.

## وصلات خارجية
- تيموثي وارد على موقع إي آس بي آن كريك إنفو (الإنجليزية)